# 猫将軍
猫将軍もしくはNekoshowguN（ねこしょうぐん、1982年10月3日 - ）とは、日本のイラストレーター、キャラクターデザイナー。和歌山県出身。代表作として、氷室京介のアルバムCD『WARRIORS』のジャケットや、ロリポップチェーンソーのメインキャラクター、武器のデザインなどがある。

## 来歴
幼少期から絵を描くことを好み、ダリやエッシャーなどから影響を受けた。
高校を卒業した頃、自分の描いた絵をホームページに掲載し始めた。2004年、友人に勧められて大阪のFM局であるFM802の若手アーティスト発掘プロジェクトに応募し、オーディションを通過した。

2006年には大阪で個展を開いてからもサンフランシスコなど海外でも活動している。
また、2007年からニコニコ動画にlaich777というユーザー名で、二次創作作品やその過程を動画として投稿している。
使用する画材はペインター、フォトショップなどのデジタルソフトから鉛筆やペン、マーカーを使用する。

## 作風
展示会ではサインペンによる一発書きのライブペインティングを行うなどしている。

## 作品

### ゲーム
2003年
- GUITARFREAKS 10thMIX drummania 9thMIX joker クリップアート[5][注釈 1]

2004年
- GUITARFREAKS 11thMIX & drummania 10thMIX passionクリップアート[6] サークルコースタークリップアート[7]

2005年
- GuitarFreaksV DrumManiaV mushroom boy クリップアート

2006年
- GuitarFreaksV3 DrumManiaV3 Ru-Ru-Ru クリップアート[8]、螺子之人 クリップアート[9]

2007年
- GuitarFreaksV4 DrumManiaV4 Яock×Rock Vertigo クリップアート、Long Live Rock 'N' Roll クリップアート、MASCARADA クリップアート

2008年
- GuitarFreaksV5 DrumManiaV5 Rock to Infinity Mannequin クリップアート

2009年
- GuitarFreaks V6 DrumManiaV6 Blazing!!!! Siren クリップアート、Driven Shooter クリップアート

2011年
- ロリポップチェーンソー 主人公側キャラクターデザイン&武器デザイン、発売記念コラボ描きおろしTシャツ&iPhoneケース[10]

2014年
- トレーディングカードゲーム LORD of VERMILION III
  - ver.3.0 魔種:メデューサ、不死:黄泉神、シュトラ
  - Ark-cell (ver.3.1) 人獣:黒獅子、海種:トリシューラ、セドナ
  - Twin Lance (ver.3.2) 魔種:ソドム、海種:ジライヤ、不死:ガルファス
  - Chain×Gene (ver.3.3) 神族:スクナヒコナ、魔種:バフォメット、アレイスター

2015年
- トレーディングカードゲーム ロードオブヴァーミリオンIII 
  - Re:3 ver3.4 魔種:豆腐小僧、海種:チクタク、不死:火車

### 書籍挿絵
2006年
- アートブック『grafuck』参加

2007年
- アートブック『Grafuck2』参加

2008年
- 『pixivで学ぶイラストテクニック集』 Part 1 Making & Techniques メイキング#02

2012年
- マチゲリータ『暗い森のサーカス』PHP研究所
- 河合莞爾『デッドマン』角川書店

2013年
- マチゲリータ『キャンディアディクトフルコォス』 朝日新聞出版

2013年
- 『デジタル・イラスト MAKING BOOK プロが明かすイラスト制作テクニック！』MdN編集部編

2014年
- マチゲリータ 『闇の国ハロウズ』 PHP研究所
- M.S.S.Project 『M.S.S Planet ～古に伝わりし勇者たち～』
- 牧野修 『呪禁官 百怪ト夜行ス』創土社
- mothy『悪ノ大罪 眠らせ姫からの贈り物』 PHP研究所[11]   - イラストのゲスト参加。

- マチゲリータ『キャンディアディクトフルコォス』 朝日新聞出版 朝日エアロ文庫版
- 山田正紀『クトゥルフ少女戦隊』シリーズ

2015年
- 『コブラ大解剖』 三栄書房 [12]

イラストを寄稿。
2016年
- 牧野修 『意志を継ぐ者』〈新装版〉 創土社[13]

### 雑誌
2006年
- 『BRUTUS』 カットイラスト

2007年
- 『MdN』ポストカード用イラスト
- 『barfout』表紙イラスト
- 『カジカジHQ』カットイラスト

2008年
- 『dpi』マガジン 6月号[14]
- 『MdN』 8月号 アーティストファイル

2009年
- 『MdN』7月号 あなたが知りたい技法を一挙掲載！見逃すな！ イラスト描画テクニックのすべて

2010年
- 『MdN』 4月号 理想のガールズ・イラストを描く方法
- 『MdN』11月号 実力と個性をもーっと伸ばそう イラストを描く！ その制作手法のすべて

2012年
- 『MdN』1月号 MdN ILLUSTRATORS BOOK
- 『MdN』4月号 how-to & study Photoshop Magic Factory 第19回 緻密な線画と絞り込んだ彩色で描き出す迫力あるワンシーン

2013年
- 『イラストレーション2013』

2014年
- 『イラストノート』No.30[15]
- 『ILLUSTRATION2014』

### CDジャケット
- 『rockcity presents COOLIE DANCE』 カエルスタジオ
- 『FM802 HEAVY ROTATION』
- 矢野昌大 『ピーターパンク』 バウンディ株式会社
- SOMATROPE 『ANIME HOUSE PROJECT ～おしゃれselection～ Selection vol.1』
- 氷室京介 『WARRIORS』 ワーナーミュージック・ジャパン - CMのイラストも担当した。

- マチゲリータ『マチゲ箱』フロンティアワークス

### PV
- シド 『ANNIVERSARY』- PV中でメンバーを描いた。

### 壁画
2003年
- 創作中華料理屋『deff cha』

2004年
- 中華ビストロ『福満屋』

### 舞台
2013年
- 『SUPER SOUND THEATRE MARS RED』イメージイラスト

### その他
2002年
- 『ビルボード』 東芝EMI 広告デザイン

2004年
- FM802タイムテーブル表紙

2005年
- コンサドーレ札幌 『E.TLKE』チケットイラスト

2006年
- NTTdocomo×FM802 『ACCESSキャンペーン』ポスター

2008年
- 『ニコニコ動画』漫画の達人PR企画参加

2009年
- 『ARTEE』 Tシャツイラスト[16][17][18]
- 『BEAMS』 Tシャツイラスト　コブラ[19]
- BAR「みつばち」& BAR「BLEU」 周年記念Tシャツ&フライヤーイラスト

2011年
- 『探偵オペラ ミルキィホームズ』3話、4話エンドカード[20]
- BS日テレ『ボウリング革命 P★League』OPイラスト

2012年
- 『FM802/digmeoutカレンダー2012』

11月のイラストを担当した。
2014年
- LINEスタンプ　『トカゲのトゲオアガマ』
- 『digmeout 2015 カレンダー』12月[22]
- 『DAMMY/猫将軍×DAMMYコラボパーカー』[23]

2016年
- 読売新聞夕刊『R帝国』挿絵[24]

## 展示会

### 合同展
2004年
- NINTENDO DS×FM802 EXHIBITION 『ART MEETS GAMES』digmeout CAFE 11月23日-12月5日[25]
- 『digmeout EXHIBITION』  アメリカ合衆国・オレゴン州・ポートランド Compound Gallery [26]

2006年
- 『digmeout STRIKES BACK』 Compound Gallery[26]

2007年
- 『digmeout Group Show』 アメリカ合衆国・カリフォルニア州・ロサンゼルス Nucleus Gallery 1月13日-[27]

2010年
- 『ヤングアート台北』 台湾・台北 Sunworld Dynasty Hotel  5月13日-5月16日[28]

digmeout factoryの一員として出品した。
- 『Tokyo Love』ドイツ・ベルリン Strychnin Gallery 9月10日-10月3日[29]

2011年
- 『お相撲展大阪場所』digmeoutART&DINER 3月10日-3月27日[30]

2012年
- 『エマージング・ディレクターズ・アートフェア 「ウルトラ005」』10月27日-10月30日、11月1日–11月4日[31]
- 『THE BEST OF DMOARTS』 11月14日-12月11日[32]
- 『POP UP! DMOARTS』 11月21日-12月25日[33]

2013年
- 『お相撲展大阪場所 2013』digmeoutART&DINER 3月8日-3月24日
- 『digmeoutART&DINER 7th Anniversary Party!』digmeoutART&DINER 9月29日 ライブアート[34]
- 『Red Bull Ignition 2013』大阪アメリカ村　周防町筋～御津公園周辺 10月12日-10月14日[35] - デザイン創作は2013年9月から10月上旬、展示は2015年まで

- 『スーク夏フェス × ART「HELLO This is DMOARTS」』[36] - スペシャルイベントとして、チアキコハラと共に「ネコチアキ」ライブドローイングが8月10日に開催された。

2014年
- 『digmeoutART&DINER  8th Anniversary Party!!!!!』[37] - チアキコハラと共にネコチアキとして参加。

2015年
- 『お相撲展 大阪場所2015』digmeoutART&DINER 3月6日-3月23日[38]
- 『digmeout ART&DINER 9th Anniversary Party!!!!!』digmeoutART&DINER[39]9月27日 19:00-23:00 - ネコチアキとしてチアキコハラと合作。

- 『UNKNOWN/ASIA』10月17日-10月18日 大阪市中央公会堂[40]

2016年
- 『虚ろの国のアリス展』2月8日-2月20日 銀座ヴァニラ画廊[41]
- 『HATSUNE MIKU EXPO 2016 Japan Tour』[42]
- 『お相撲展 大阪場所2016』digmeoutART&DINER 3月11日-3月28日[43][44]
- 『The BEST of DMOARTS』 4月20日-5月10日 [45]

### 個展
2006年
- 『crazy&classy』digmeout CAFE 5月31日-6月18日[46]

2008年
- 『ACRIMONY』 アメリカ・サンフランシスコ 4月11日 ゲスト[47]

2009年
- 『DELICIOUS』 digmeout ART&DINER 9月16日-10月4日[48]

2011年
- 『Beasts』 大阪三越伊勢丹DMOARTS 6月15日-6月28日[49]

2012年
- 『Nekoixa NekoshowguN EXHIBITION』 大阪三越伊勢丹DMOARTS 5月30日-6月19日[50][51]

2013年
- 『Appetite for Madness』大阪三越伊勢丹DMOARTS 11月27日-12月17日[52]

2015年
- 『SHOW AT HIVE』ルクア1100 DMOARTS 4月22日-5月12日[53]

2022年
- 『Flourish』PAGIC Gallery 11月5日-11月27日

2024年
- 『殻の時代（かくのじだい）』ヴァニラ画廊 6月1日-6月16日

## ライブドローイング
※展覧会で実施されたものは記載しない。
2015年
- 『ネコチアキ at 渋谷ロフト』6月20日 渋谷ロフト[54]
- 『猫将軍 ライブドローイングイベント at 有楽町ロフト』9月5日 13:00-20:00 9月6日 11:00-18:00[55]

2016年
- 京都精華大学 ライブアート 1月24日

## 作品集
- 『猫将軍My First ART』[56]
- 『ILLUSTRATION MAKING & VISUAL BOOK 猫将軍』翔泳社（2014年）[57]。
- 『FEAST AND THE BEAST 猫将軍画集』玄光社（2021年）

## 出演
- 『野良猫うめびっちのポンバシ 擬似放談』- ラジオでは景品としてサイン付きイラストカードが出された[58][59]。

- 『rOtring800発売発表会』- ゲストとしてライブドローイングを行った[60]。